# Aimee Osbourne
Aimee Rachel Osbourne (* 2. September 1983 in London) ist eine britische Schauspielerin und Sängerin.

## Leben
Aimee Osbourne wurde 1983 als Tochter von Ozzy und Sharon Osbourne in London geboren. Sie ist die ältere Schwester von Kelly und Jack, Nichte von David Levy und Enkelin von Don Arden.
Aimee Osbourne war das einzige Familienmitglied, das nicht regelmäßig bei der Reality TV-Show The Osbournes mitwirkte. Sie zog wegen der Reality TV-Show aus dem Elternhaus aus. Nur wenige Male trat sie in der Show auf, hauptsächlich nachdem bei ihrer Mutter Sharon Darmkrebs diagnostiziert worden war.
Osbourne wirkte in einigen Modeschauen mit und war auf einigen Layouts zu sehen. Im Fernsehdrama Wuthering Heights aus dem Jahr 2003, in dem sie an der Seite von Erika Christensen auftrat, spielte sie die Rolle von Raquelle. Sie schreibt regelmäßig für die US-amerikanische Zeitschrift Nylon.

## Musik
Im März 2015 veröffentlichte Osbourne unter dem Namen ARO den Titel Raining Gold. Das Video dazu entstand unter der Regie von Spencer Susser (u. a. verantwortlich für Lana del Reys Summertime Sadness). Im Januar und Februar 2016 erschienen die Singles I can change und Cocaine Style. Es folgten im Frühjahr desselben Jahres zwei Auftritte in Los Angeles und Austin (USA). Außerdem existiert ein Live-Mitschnitt des Titels Change aus dem Jahr 2015. Als Einflüsse für ihre Musik nannte Osbourne die Trip-Hop Band Portishead und Kate Bush. Der Bandname ARO ist ihren Initialen entlehnt. Bislang unklar ist, ob ein Album erschienen ist, bzw. erscheinen wird, und ob das Synth-Pop-Projekt überhaupt noch existiert.